# Günter Bothur
Günter Bothur (* 7. Juni 1941; † 2. Juli 2022) war ein deutscher Schauspieler.

## Leben
Günter Bothur wuchs in Niedersachsen auf und wurde an der Staatlichen Hochschule für Musik und Theater in Hamburg zum Schauspieler ausgebildet. Erste Rollen hatte er am dortigen Schauspielhaus, weitere Engagements führten ihn nach Berlin, Bremen, Frankfurt, Hannover, Lübeck, München und Saarbrücken.
Bis in die 2000er Jahre hinein war Günter Bothur regelmäßig im Fernsehen zu Gast. Große Popularität erlangte er dabei insbesondere durch seine Rolle als Dr. Stüsser in der RTL-Serie Das Amt, in der er in 47 Folgen den Chef des Bauamtes und Vorgesetzten von Hagen Krause (gespielt von Jochen Busse) darstellte. Daneben war Bothur in mehreren Tatort-Folgen zu sehen, ferner in erfolgreichen Serien wie Die Männer vom K3, Unser Lehrer Doktor Specht, Ein Fall für zwei oder Großstadtrevier.
Einen Namen machte sich Günter Bothur auch mit Lesungen und Rezitationsprogrammen. Neben Texten klassischer Literaten wie Heinrich und Thomas Mann, Kafka, Goethe oder Rilke, erfreuten sich im norddeutschen Raum seine Interpretationen zweier niederdeutscher Werke des Schriftstellers Boy Lornsen großer Beliebtheit: Sien Schöpfung un wat achterno keem und Jesus vun Nazareth – Een Stremel Weltgeschicht.
Günter Bothur starb am 2. Juli 2022 nach langer schwerer Krankheit in seiner Heimat in Schleswig-Holstein.

## Filmografie (Auswahl)

### TV-Serien
- 1977: Es muß nicht immer Kaviar sein (als François)
- 1996–2003: Das Amt
- 1997: Hinter Gittern – Der Frauenknast Staffel 1 (als Anwalt der Susanne Teubner)
- 1997: Kurklinik Rosenau
- 2005: Im Namen des Gesetzes – Unter Freunden

### Filme
- 1974: Tatort – Kneipenbekanntschaft
- 1975: Tatort – Mordgedanken
- 1976: Tatort – ... und dann ist Zahltag
- 1992: Tatort – Camerone
- 1993: Tatort – Renis Tod